# Vertyikal–7
Vertyikál–7 (orosz fordítás: függőleges) geofizikai kutató rakétaszonda.

## Indítás
Az Interkozmosz együttműködés keretében ez volt a hetedik rakétaszonda. 1978. november 3-án az Interkozmosz-szervezet bocsátotta fel a szovjet Kapusztyin Jar indítóhelyről K65UP típusú hordozórakétával. Az első fokozat folyékony hajtóanyagú, a második szilárd típusú volt. A ballisztikus pályán mozgó műszerek nagy része gömb alakú konténerben, ejtőernyővel visszatért a Földre.

## Jellemzői
A Központi Fizikai Kutatóintézet (KFKI) Atomenergia Kutatóintézet műszerét (fékezőpotenciál analizátor), a ("LAM-1")-et, a Föld ionoszférájának és magnetoszférájának tanulmányozására, a Nap extrém ultraibolya sugárzásának vizsgálatához, illetve az ion-összetétel és hőmérséklet vizsgálatára a magaslégkör-kutató rakéta-szondával bocsátották fel.

## Külső hivatkozások
- Interkozmosz–7. hso.hu. (Hozzáférés: 2012. február 10.)
- Interkozmosz–7. niif.hu. (Hozzáférés: 2012. február 10.)